# Simon Fraser, 14. Lord Lovat
Simon Joseph Fraser, 14. Lord Lovat und 3. Baron Lovat, KT, GCVO, KCMG, CB, DSO,  25. November 1871 – 18. Februar 1933, war ein führender römisch-katholischer Aristokrat in Schottland, Landbesitzer, Waldbesitzer, Soldat, Politiker und der 23. Chief des Clan Fraser. Er war der älteste überlebende Sohn von neun Kindern von Simon Fraser, 13. Lord Lovat, und Alice Mary Weld-Blundell. Sein Vater diente von 1883 bis 1887 als Lord Lieutenant von Inverness und Adjutant von Königin Victoria.

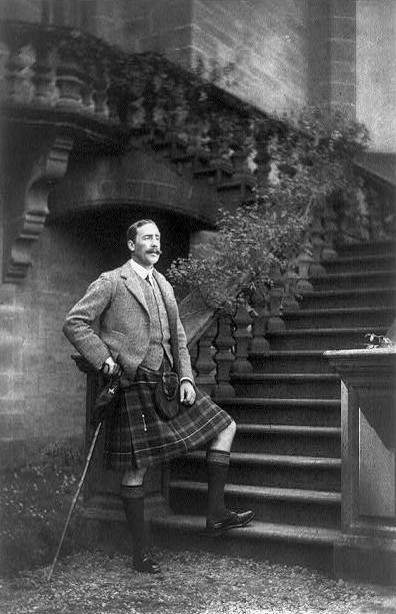
Simon Joseph Fraser, 14th Lord Lovat

Er wurde in Ampleforth und Oxford ausgebildet und verließ die Universität Oxford nach sieben Jahren mit dem Master of Arts (Oxford).

Wappen des Lord Lovat

## Berufsleben

### Militärische Laufbahn
Lord Lovat wurde in das Regiment Queen’s Own Cameron Highlanders aufgenommen und 1890 mit 19 Jahren zum Leutnant befördert. 1897 verließ er die reguläre Armee und schloss sich einem Freiwilligenbataillon des Regiments an, das unter Lord Kitchener auch am Sudanfeldzug 1896-1898 teilnahm.
Ende 1899 stellte er die Lovat Scouts für den Einsatz im Zweiten Burenkrieg in Südafrika auf. Hier war er für die berittene Infanterie verantwortlich. Der Krieg endete im Juni 1902. Er wurde durch Erwähnung in Kriegsberichten für Tapferkeit oder vorbildliche Pflichterfüllung ausgezeichnet (einschließlich des letzten Kriegsberichts von Lord Kitchener vom 23. Juni 1902). Später diente er als Adjutant von König Georg V. Im Ersten Weltkrieg befehligte er die Highland Mounted Brigade der 2nd Mounted Division. Er wurde im September 1914 zum Brigadegeneral und im Mai 1916 zum Generalmajor befördert.

### Politische Ämter
Nach seiner militärischen Karriere war Lovat von 1919 bis 1927 Vorsitzender der Forestry Commission. Er diente in der konservativen Regierung von Stanley Baldwin von 1927 bis 1929 als Under-Secretary of State for Dominion Affairs.

### Wirtschaftliche Aktivitäten in Brasilien
Lord Lovat wird in Brasilien als „der einflussreichste Engländer in Nord-Paraná“ angesehen. Er wurde als Gentleman bewundert, da er sogar ein Baron gewesen sei. Er sei ein typisch englischer Abenteurer gewesen. Er trug Adelstitel, ging auf Safaris quer durch Afrika, sammelte seltene Vogelarten, baute im Sudan Baumwolle an, war Mitglied der britischen Armee und hätte sogar an mehreren Expeditionen in unwirtliche Regionen der Welt teilgenommen.
Ihm war angeboten worden, sich als Geschäftsmann mit Interesse an Immobilien und Baumwollplantagen der Montagu-Mission anzuschließen. Deren Delegation traf am 30. Dezember 1923 in Brasilien ein und blieb bis zum 4. März 1924. Sie war von der brasilianischen Regierung auf Druck des Hauses Rothschild eingeladen worden. Sie wurde von großen Finanz-, Industrie- und Handelsgruppen aus Großbritannien unter Leitung von Edwin Samuel Montagu organisiert. Der Beweggrund war, dass die Rothschilds nicht bereit waren, sich ohne zusätzliche Informationen über die finanzielle Situation des Landes an der Vergabe eines Kredits von 25 Millionen Pfund zu beteiligen, auf den die brasilianische Regierung angewiesen war. Im Ergebnis wurde der Kredit nicht bewilligt, in brasilianischen Wirtschaftskreisen und in der Presse wurden die Forderungen der Mission als demütigend empfunden.
Die Delegation bestand aus fünf Mitgliedern. Neben E. S. Montagu und Lord Lovat waren dies ein Direktor der Bank of England und Präsident der HSBC, ein führender Wirtschaftsprüfer sowie ein Finanzjournalist und ehemaliger Redakteur von The Economist. Sir Henry Lynch, Rothschilds’ Repräsentant in Rio de Janeiro, wirkte als Dolmetscher und als Verbindungsmann zwischen der Delegation und der brasilianischen Regierung. Die formalen Verhandlungen mit dem brasilianischen Finanzminister Sampaio Vidal begannen am 17. Januar 1924.
Lord Lovat fuhr nach geschäftlichen und politischen Treffen in Rio de Janeiro und São Paulo im Januar 1924 in den Norden von Paraná, um über Land und Eisenbahnlinien zu verhandeln. Der Ingenieur Gastão de Mesquita Filho war für das Treffen zwischen Lord Lovat und den Eigentümern des Eisenbahnunternehmens Companhia Ferroviária São Paulo-Paraná verantwortlich. Der Ingenieur machte Lovat auf das wenig erschlossene Land in der Region aufmerksam und wies darauf hin, dass es interessant wäre, Land zu kaufen und die Eisenbahn zu verlängern. Er selbst würde den Absatz von Holz und anderen Produkten über den Hafen von Santos nach England garantieren, da er für das Eisenbahnprojekt verantwortlich war. Damit würde die Eisenbahn das Land rund um die gekauften Ländereien aufwerten und die landwirtschaftliche Produktion ankurbeln.
Lord Lovat war von der Fruchtbarkeit des Landes beeindruckt und erwarb einige Parzellen, um Baumwolle zu produzieren. Dieser erste Versuch scheiterte wegen Verfalls der Baumwollpreise und wegen schlechten Saatguts. Lord Lovat reorganisierte das Projekt, indem er die englische Gesellschaft Paraná Plantations Ltda und am 24. September 1924 die Companhia de Terras Norte do Paraná als deren brasilianische Tochter gründete. Ihr Zweck war der Verkauf von Grundstücken. 1925 wurde als Tochtergesellschaft die Companhia Melhoramentos Norte do Paraná – CMNP gegründet. Diese erwarb von der Regierung des Staates Paraná fünf zusammenhängende Ländereien zwischen den Flüssen Tibagi, Paranapanema und Ivaí. Es entstand eine der größten in Brasilien installierten privaten Kapitalgesellschaften.
Lord Lovat war ein Unternehmer, der eine Schlüsselrolle bei der Besiedlung des Nordens von Paraná spielte. Bei einer seiner letzten Reisen in die Region, im Jahr 1931, begleitete er die Anreise des Prince of Wales. Lord Lovat starb zwei Jahre später. Er hinterließ seinen Namen einer Stadt, die später in Mandaguari umbenannt wurde, mehreren Straßen und Alleen und einem der luxuriösesten Restaurants in Maringá.

## Privatleben
Lord Lovat war mit Laura Lister (1892–1965) verheiratet. Sie hatten fünf Kinder und 15 Enkel. Sein ältester Sohn, Simon Fraser, 15. Lord Lovat, der 1933 den Titel geerbt hatte, war ein bekannter britischer Offizier im Zweiten Weltkrieg.